# Тунгљао
Тунгљао (通辽) град је Кини у покрајини Унутрашња Монголија. Према процени из 2009. у граду је живело 267.766 становника.

## Становништво
Према процени, у граду је 2009. живело 267.766 становника.
| 1990.   | 2000. | 2009    |
| ------- | ----- | ------- |
| 212.096 | …     | 267.766 |